# Ghiacciaio Dakshin Gangotri
Il ghiacciaio Dakshin Gangotri è una piccola lingua della calotta glaciale polare continentale che incide sulla oasi Schirmacher nella Terra della Regina Maud in Antartide.
È stato scoperto nel 1983 durante la seconda spedizione indiana in Antartide e prende il nome dal ghiacciaio di Gangotri che si trova nell'Himalaya. La prima base di ricerca antartica dell'India, la Dakshina Gangotri, si trovava proprio vicino al ghiacciaio. Da allora la sua forma e l'area circostante sono stati regolarmente monitorati ed è diventato un sito prezioso per comprendere l'impatto del riscaldamento globale attraverso i cambiamenti nel movimento della calotta glaciale antartica.
Il ghiacciaio è stato dichiarato Area Specialmente Protetta dell'Antartide (codice ASPA 163).